# Uno a uno sin piedad
Uno a uno sin piedad es una película hispano-italiana del año 1968, dirigida por el cineasta español Rafael Romero Marchent y protagonizada por el gran Peter Lee Lawrence. Está enmarcada dentro del subgénero del spaghetti western.

## Argumento
La venganza del joven Bill Grayson (Peter Lee Lawrence) contra los asesinos de su padre, a partir de una descripción que de éstos le ha proporcionado un antiguo amigo del difunto, es lo único que le motiva en la vida...

## Títulos para el estreno
- "Ad uno ad uno... spietatamente" ()
- "Einer nach dem anderen, ohne Erbarmen" ()
- "One Against One... No Mercy" ()
- "One by One" ()

- Datos: Q1307052